# FIGHTERS
《FIGHTERS》是日本音樂團體第三代J Soul Brothers的第4張單曲。於2011年9月7日由rhythm zone發售。

## 概要
- A面曲《FIGHTERS》為日本電視台電視劇《鐵拳對鋼拳》的主題曲。
- B面曲《新時代 -Orchestra Version-》是第一張專輯《J Soul Brothers》所收錄《新時代》的交響樂團版本。也是第三代J Soul Brothers第一次在單曲收錄B面曲。
- 此單曲有2個版本，分別有「CD+DVD」和「CD ONLY」。「CD+DVD」收錄了《FIGHTERS》的Music Video。
- 在9月19日於公信榜单曲週排行榜取得第1位，成為第三代J Soul Brothers出道以來第1張公信榜每周銷量排名第一的單曲。
- 第三代J Soul Brothers憑《FIGHTERS》於MTV日本音樂錄影帶大獎2012奪得『最佳流行音樂錄影帶獎』

## 收錄曲目

### CD
1. FIGHTERS
（作詞：lil'showy・P-CHO・GS・KUBO-C・Tomogen、作曲・編曲：lil'showy）
2. 新時代 -Orchestra Version-（次の時代へ -Orchestra Version-）
（作詞：ATSUSHI、作曲：春川仁志、編曲：中野雄太）
3. FIGHTERS（Instrumental）
4. 新時代 -Orchestra Version-（Instrumental）

### DVD
1. FIGHTERS -ROUND 1-
2. FIGHTERS -ROUND 2-

## 外部連結
- 三代目J Soul Brothers「FIGHTERS ROUND1 -short version-」ミュージック・ビデオ（页面存档备份，存于） - YouTube
- FIGHTERSスペシャルサイト